# Zahrádky u České Lípy (železniční zastávka)
Zahrádky u České Lípy jsou železniční zastávka (někdejší železniční stanice), která se nachází západně od obce Zahrádky v okrese Česká Lípa. Leží v km 79,196 jednokolejné trati Lovosice – Česká Lípa mezi stanicemi Blíževedly a Česká Lípa hlavní nádraží.

## Historie
Nádraží bylo zprovozněno Ústecko-teplickou dráhou (ATE) 29. prosince 1898, tedy současně se zahájením provozu tratě z Litoměřic horního nádraží do České Lípy.
Původní název nádraží byl Neuschloss 1898, ale už v roce 1901 byl změněn na Neugarten. Od roku 1919 nesla stanice český název Zahrádky, který byl v roce 1924 rozšířen na Zahrádky u České Lípy. Tento název se – s výjimkou období mezi lety 1938 až 1945, kdy se používalo německé pojmenování Neugarten (Sudetenland) – používá stále.
V roce 2009 získaly Zahrádky u České Lípy titul Nejkrásnější nádraží roku. V té době se jednalo o železniční stanici se dvěma dopravními a jednou manipulační kolejí. Byla zde však trvale zavedena výluka služby výpravčího a stanice fungovala pouze jako hláska a závorářské stanoviště, odkud se obsluhovaly nedaleké mechanické závory.

## Popis někdejší stanice
Ve stanici byly dvě dopravní koleje (třetí o užitečné délce 351 m přímo u budovy, pak první o délce 384 m) a jednu maniupulační (kolej č. 5). U obou dopravní kolejích byla nástupiště o délce 200 m. Všechny výhybky byly ručně přestavované. Stanice měla pouze vjezdová návěstidla (obě byla světelná), která byla nezávislá na poloze výměn. Vjezdové návěstidlo L od Blíževedel se nacházelo v km 78,520, vjezdové návěstidlo S od České Lípy hlavního nádraží pak leželo v km 79,749. V km 79,428, tedy v obvodu stanice, se nacházel přejezd s mechanickými závorami, které byly obsluhovány hláskařem. Jízdy vlaků v přilehlých mezistaničních úsecích byly organizovány pomocí telefonického dorozumívání.

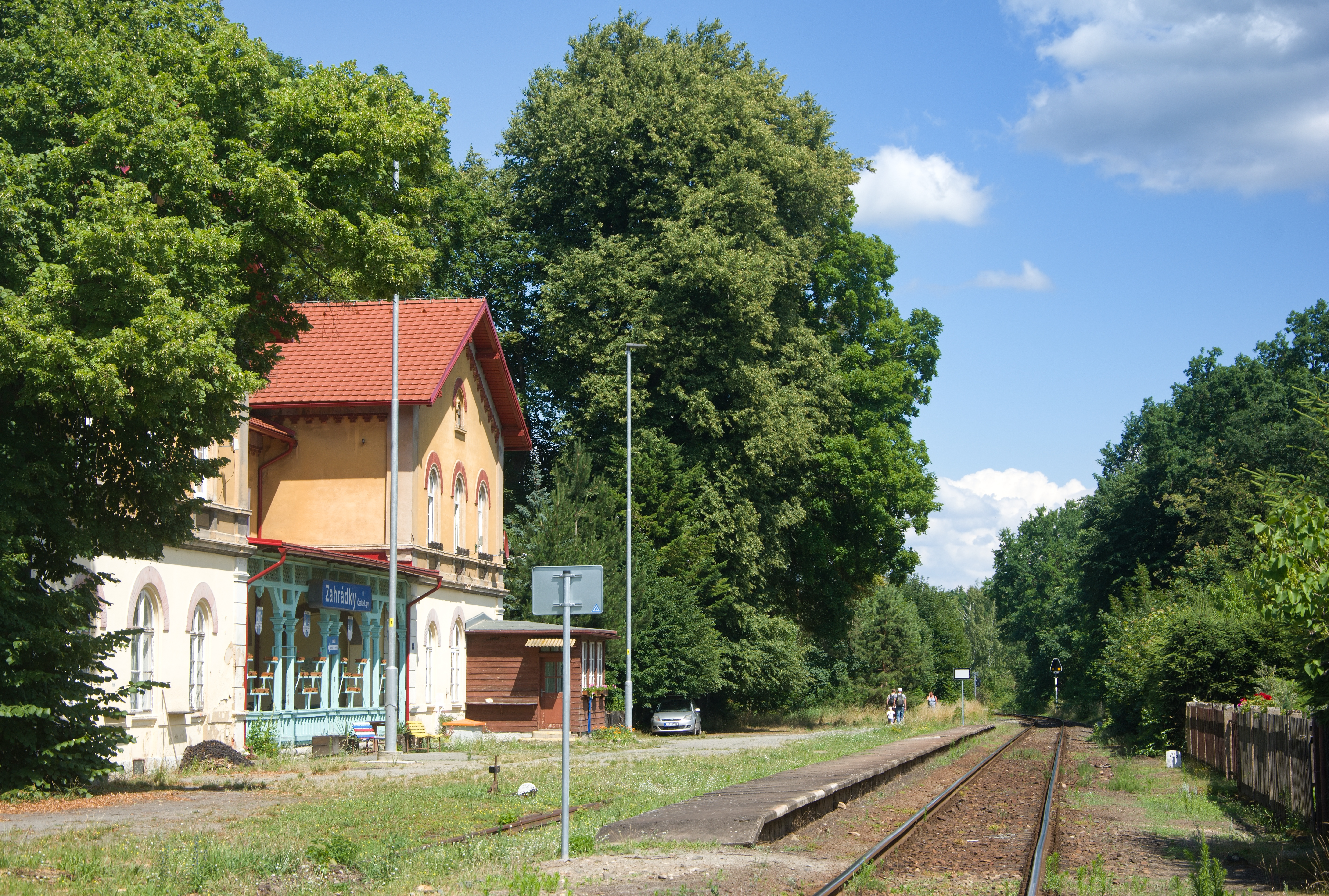
Pohled na nástupiště směrem k České Lípě

Již v roce 2004 byla stanice trvale obsazena pouze hláskařem a fungovala tedy jen jako hláska. Výhybky byly uzamčeny pro jízdu po první koleji.

## Popis zastávky
V zastávce je u traťové koleje zřízeno nástupiště o délce 80 metrů, výška nástupní hrany se nachází 200 mm nad temenem kolejnice. Cestujícím je k dispozici čekárna. Nedaleko zastávky se v km 79,428 nachází přejezd P3383, kde železnici kříží silnice I/15. Přejezd je vybaven světelným přejezdovým zabezpečovacím zařízením se závorami, jehož činnost je hlídána přejezdníky.